# Anthracotheroidea
Anthracotheroidea é uma superfamília, pertencente à subordem Ancodonta que inclui famílias relacionadas à família Dichobunidae, incluindo as famílias Haplobunidae, Choeropotamidae, e Anthracotheriidae. Alguns taxonomistas consideram-na como a união de vários ramos isolados do grupo dos artiodáctilos. Segundo alguns taxonomistas, deve incluir os hipopotamídeos e os antracoterídeos num mesmo grupo. Eram animais de grande porte, provavelmente semiaquáticos. A sua suposta relação filogenética com os hipopótamos deve-se a semelhanças na dentição.